# Joyless
Joyless ist eine norwegische Band.

## Bandgeschichte
Joyless wurde 1996 von Rune Vedaa und Olav Berland als Nebenprojekt gegründet, das experimenteller als ihre andere Band Forgotten Woods sein sollte und nicht ausschließlich auf dem Black Metal fußen sollte. Einflüsse sind alle Stile, die die Musiker mögen, darunter Depressive Black Metal, Folk, Shoegazing sowie Proto- und Post-Punk-Künstler wie The Velvet Underground, The Stooges, Joy Division, frühe The Cure und die Cocteau Twins. Ida Helleboes Gesang wird vom Label No Colours Records, das mehrere Tonträger der Band veröffentlicht hat, mit dem von Kate Bush und Dolores O’Riordan verglichen und der Stil als „misanthropic Pop“ bezeichnet. Stärker als bei Forgotten Woods ist ein persönlicher Stil wichtig, die Band will zudem vermeiden, sich selbst zu kopieren. Die beiden parallel existierenden Gruppen gelten als „die ersten […], wenn es darum ging, jene berühmte laid-back-Melancholie der VELVET UNDERGROUND mit Black Metal zu verbinden“, und somit auch als Vorreiter des Stils von Bands wie Lifelover und Woods of Infinity.
Dennoch fanden sich auf dem Debüt Unlimited Hate, auf dem „noch ein vordergründig abgefuckter, punkiger Black Metal zelebriert wurde, der für sie so typisch war“, für Forgotten Woods komponierte Stücke. Gleichzeitig finden sich hier untypische Einflüsse, sodass sic vom Webzine Myrrthronth der Band zugutehält, dass sie „den eigenen Wurzeln und somit urreinstem Black Metal Entfaltungsfreiheit en masse einräumt.“

„Irgendwie habe ich ausleitend das Gefühl, hätte sich Black Metal nicht dem Glanz und Glammer hingegeben, sondern in Besinnung auf sich selbst Untreue gelebt, wie es eben Joyless taten, er hätte noch heute diese einstige Emotion des Wahren und Ideologie des Ursprünglichen bei sich.“

Erst danach entwickelte Joyless sich „vollkommen weg vom Metal und zwar auf eine Weise, die endgültig ist.“ Der Stil auf ihrem Album Wisdom & Arrogance (2000) ist als „punkiger Country-Rock“ klassifizierbar; so war die Wiederveröffentlichung ihres Materials der vorigen Jahre auf dem Tonträger Wild Signs of The Endtime „laut Band ein finaler Blick zurück auf das, womit diese Truppe bislang assoziiert wurde“. Das Webzine Chronicles of Chaos bezeichnet Joyless als „alternative rock alter ego“ von Forgotten Woods. Trotz des Stilwechsels veröffentlichte die Band weiterhin auf Black-Metal-Labels wie No Colours Records und Selbstmord Services und auf gemeinsamen Tonträgern mit ebensolchen Bands.
2011 erschien ihr drittes Album Without Support auf dem Aachener Label Ván Records.

## Diskografie
- Unlimited Hate (1996)
- Joyless/Apokryphus (Split, 1997)
- Blue in the Face (10", 1999)
- Wisdom & Arrogance (2000)
- Eidyllion/Uppgivet Hjarta (Split-7" mit Woods of Infinity, 2005)
- Wild Signs of The Endtime (Material aus der Zeit von 1996 bis 1999, 2009)
- Joyless/Bethlehem (Split-7", 2009)
- Joyless/Urfaust (Split-7", 2009)
- Joyless/Dekadent Aesthetix (Split-7", 2009)
- Without Support (2011)